# Duy Thu
Duy Thu is een xã in het district Duy Xuyên, een van de districten in de Vietnamese provincie Quảng Nam.
In het oosten van de xã ligt de Vliegbasis An Hòa. Deze vliegbasis is buiten gebruik, maar werd tijdens de Vietnamoorlog wel gebruikt. In het westen stroomt de Thu Bồn.
Duy Thu heeft ruim 5000 inwoners op een oppervlakte van 12,6 km².